# Praktica MTL 3
La Praktica MTL 3 és una càmera analògica SLR fbaricada a l'Alemanya Oriental per Pentacon. Aquesta utilitza la rosca de 42mm per muntar objectius, compta amb un cos robust i pesat. Es va produir en gran quantitat entre els anys 1978 i 1984.
Es diu que està basada en la LTL 3. La successora és la Praktica MTL 5. Disposa d'una cortineta metàl·lica, una evolució dels de tela que permet disparar a velocitats que van des d'un segon a 1/1000.

## Obturador
La MTL 3 incorpora una cortina de metall robusta que funciona com a obturador, el qual es mou verticalment. Les velocitats d'obturació van d'1 a 1/1000 segons. Les cortines metàl·liques son més complicades de que es facin mal bé que no pas les de tela.

## Fotòmetre
El fotòmetre de la Praktica MTL 3 es electrònic i per tant requereix l'alimentació d'una pila PX-625 (ja no es fabriquen). Per utilitzar-lo hem d'apretar un botó pla que es troba al costat del disparador, a la part frontal. La gestió del fotòmetre es fa des del visor, a la part dreta d'aquest, una agulla indica l'exposició correcte gràcies als signes "+" si està sobreexposat o el "-" si està subexposat. Mentre que a l'esquerra apareixerà un triangle negre si la pel·lícula del rodet no està ben col·locada.

## Objectius
L'objectiu estàndard subministrat amb la càmera era una lent Pentacon 50 mm f/1.8. Té una rosca M42. Hi ha un interruptor a l'objectiu per utilitzar-lo de forma manual o automàtica. L'objectiu incorpora un recobriment multicapa i consta d'una rosca per a filtres de 49 mm.